# Будва на пјену од мора (3. сезона)
Трећа сезона телевизијске серије Будва на пјену од мора је снимана и емитована 2013, 2014. и 2015.

## Радња
Јово покушава да помогне Олги и ослободи је оптужби за корупцију. Лука и Бојана су у затегнутим односима после догађаја од прошлог лета. Саво се труди да нађе инвеститоре за своје велике и амбициозне пословне пројекте. Један велики и леп догађај означиће да за све њих почиње нов и другачији живот. Бојана сазнаје да је трудна и то доприноси помирењу са Луком, те доводи до одлуке да се венчају. Ипак, ово неће проћи без трзавица између породица Бачић и Радмиловић. Дјед Јоко Радмиловић и Бојанина мајка Нађа, која због ћерке долази из иностранства, имају сасвим различите идеја како треба да изгледа њихова свадба. Нове сукобе између Бачића и Радмиловића прекидају Лука и Бојана, венчавајући се у тајности. Њихови кумови биће Зоро и Миљана, још увек у свађи због Зорове летошње авантуре, те Алек и Марија. Алек у међувремену покушава да се извуче из шверца, који је лакомислено започео са моћним будванским нарко‐босом Петром Сердаром, те да са Маријом започне нови живот.

## Улоге
| Глумац:                   | Улога:                  |
| ------------------------- | ----------------------- |
| Милутин Караџић           | Саво Бачић              |
| Младен Нелевић            | Јово Радмиловић         |
| Леона Парамински          | Мила Ковач              |
| Дубравка Вукотић Дракић   | Олга Радмиловић         |
| Марко Николић             | Јоко Радмиловић         |
| Сања Јовићевић            | Бојана Бачић Радмиловић |
| Момчило Оташевић          | Лука Радмиловић         |
| Милош Пејовић             | Алек                    |
| Марија Бергам             | Сенка                   |
| Андреа Мугоша             | Миљана Поповић          |
| Божо Зубер                | Зоро Чери               |
| Дејан Иванић              | Петар Сердар            |
| Бранко Илић               | Полицајац Никита        |
| Франо Ласић               | Гроф Алдо Грациано      |
| Марина Тадић              | Ники де Наполи          |
| Мирко Влаховић            | Боро Ковачевић          |
| Мирна Медаковић           | Ена Ђуровић             |
| Љубомир Бандовић          | Бранимир Ђуровић        |
| Катарина Марковић         | Анита Анчи Никезић      |
| Ивана Мрваљевић           | Тужитељка Кристина      |
| Виктор Савић              | Василије                |
| Мило Лекић                | Жанко Ковач             |
| Иво Грегуревић            | Душко Ковач             |
| Јелена Минић              | Јована                  |
| Нела Михаиловић           | Луција                  |
| Јелена Симић              | Новинарка Валентина     |
| Смиљана Мартиновић        | Собарица Стана          |
| Љиљана Благојевић         | Нађа Бачић              |
| Зоран Вујовић             | Тони                    |
| Јелена Кикић              | Дијана                  |
| Данило Челебић            | Митар                   |
| Славко Калезић            | Роман Милојевић         |
| Андрија Милошевић         | Луњо Докмановић         |
| Сташа Радуловић           | Наташа                  |
| Дејан Луткић              | Алексеј Лебедев         |
| Игор Лазић Нигор          | таксиста Илија          |
| Ивона Човић               | апотекарка Зорка        |
| Милорад Мандић            | Професор Миле           |
| Нина Јанковић             | Тијана                  |
| Јован Кривокапић          | Пеђа                    |
| Тара Тошевски (Тошевки)   | Светлана Делибашић      |
| Драгиша Симовић           | Пешо                    |
| Жаклина Оштир             | Душанка                 |
| Никола Шоћ                | Боћо                    |
| Теодора Миљковић          | Габријела Грациано      |
| Маја Кљун                 | Селена                  |
| Драган Рачић              | Павле Ђурашковић        |
| Миливоје "Мишо" Обрадовић | Борис                   |
| Војо Кривокапић           | Инспектор Мирко         |
| Бранка Кнежевић           | Борка Жижић             |
|                           | Тихана                  |
|                           | Живана                  |
| Маја Стојановић           | Здравка                 |
| Јован Дабовић             | Бориша                  |
| Петар Борета              | Серјожа Лебедев         |
| Кристина Стевовић         | Жана                    |
| Ирена Зец                 | Сердарова ћерка         |
| Саша Јоксимовић           | Саша                    |
| Тијана Бјелица            | асистенткиња тужитељке  |
| Давор Драгојевић          | морнар Ђука             |
| Атиф Хасанагић            | Инспектор Перони        |
| Андријана Симовић         | Докторка Смиљанић       |
| Петар Бурић               | Бошко                   |
| Нада Вукчевић             | Тереза                  |
| Нина Жижић                | Изабела                 |
| Марта Ћеранић             | Викторија               |
| Момчило Пићурић           | Доктор Буха             |
| Никола Ђуровић            | директор апартмана      |
| Петар Новаковић           | гитариста на плажи      |
| Дејан Ђоновић             | шеф коцкарнице          |
| Оливера "Оља" Вуковић     |                         |
| Гордана Мићуновић         |                         |
| Ружа Дабовић              |                         |

## Епизоде
| Епизода | Премијерно емитовање |
| 1       | 20. септембар 2014.  |
| 2       | 21. септембар 2014.  |
| 3       | 27. септембар 2014.  |
| 4       | 28. септембар 2014.  |
| 5       | 4. октобар 2014.     |
| 6       | 5. октобар 2014.     |
| 7       | 11. октобар 2014.    |
| 8       | 12. октобар 2014.    |
| 9       | 18. октобар 2014.    |
| 10      | 19. октобар 2014.    |
| 11      | 25. октобар 2014.    |
| 12      | 26. октобар 2014.    |
| 13      | 1. новембар 2014.    |
| 14      | 2. новембар 2014.    |
| 15      | 8. новембар 2014.    |
| 16      | 9. новембар 2014.    |
| 17      | 15. новембар 2014.   |
| 18      | 16. новембар 2014.   |
| 19      | 22. новембар 2014.   |
| 20      | 23. новембар 2014.   |
| 21      | 29. новембар 2014.   |
| 22      | 30. новембар 2014.   |
| 23      | 6. децембар 2014.    |
| 24      | 7. децембар 2014.    |
| 25      | 13. децембар 2014.   |
| 26      | 14. децембар 2014.   |
| 27      | 4. јануар 2014.      |
| 28      | 11. јануар 2015.     |
| 29      | 11. јануар 2015.     |
| 30      | 18. јануар 2015.     |
| 31      | 18. јануар 2015.     |
| 32      | 25. јануар 2015.     |
| 33      | 25. јануар 2015.     |
| 34      | 1. фебруар 2015.     |
| 35      | 1. фебруар 2015.     |
| 36      | 8. фебруар 2015.     |
| 37      | 8. фебруар 2015.     |
| 38      | 15. фебруар 2015.    |
| 39      | 15. фебруар 2015.    |
| 40      | 22. фебруар 2015.    |